# منظومه ماهواره‌ای

صورت فلکی ماهواره‌ای (سامانه موقعیت‌یاب جهانی GPS)

منظومه ماهواره‌ای یا صورت فلکی ماهواره‌ای (به انگلیسی: Satellite constellation)، یک گروه از ماهواره‌های مصنوعی است که به‌صورت هماهنگ (کنسرت) در اجرای یک برنامه شرکت می‌کنند. چنین گروهی از ماهواره‌ها می‌تواند تعدادی ماهواره با پوشش هماهنگ زمینی باشد و/یا تحت یک کنترل مشترک، هماهنگ با یکدیگر به کار گرفته شود، به گونه‌ای که بتوانند به خوبی منطقهٔ پوششی مورد نظر پهلو به پهلو پوشش داده شود؛ زمانی که هر ماهواره یا فضاپیما در بالای محل یا افق مربوط قرار می‌گیرد.

## منظومه اینترنت ماهواره‌ای
منظومه اینترنت ماهواره‌ای مجموعه‌ای از ماهواره‌های مصنوعی است که خدمات اینترنت ماهواره‌ای را ارائه می‌دهد.
تلدسیک سرمایه‌گذاری سابق (دهه ۱۹۹۰) برای انجام خدمات اینترنت ماهواره‌ای پهن‌باند از بنیان‌گذاران منظومه اینترنت ماهواره‌ای بود.

## بررسی اجمالی
ماهواره‌هایی که در ارتفاع کمی از زمین (LEOs) قرار دارند اغلب به شکل منظومه ماهواره‌ای مستقر و استفاده می‌شوند، زیرا منطقهٔ پوششی یک ماهوارهٔ LEO به‌خاطر ارتفاع کم تنها منطقهٔ کوچکی را پوشش می‌دهد که آن‌هم با حرکت ماهواره در سرعت زاویه‌ایِ بالا؛ سرعتی که برای ماندن ماهواره در یک مدار مورد نیاز است، دائماً تغییر می‌کند. برای حفظ پوشش مداوم در یک منطقه به تعداد بسیاری از ماهواره‌های LEO نیاز است. این در مقایسه با ماهواره‌های مدار زمین‌ایستا (ژئواسترایی) است که در آن یک ماهواره تنها، در حال حرکت با یک سرعت زاویه‌ای همانند با چرخش سطح زمین، پوشش دائمی را در یک منطقهٔ بزرگ فراهم می‌کند.